# Perception artificielle
La perception artificielle, ou perception par ordinateur, est la capacité d'un système informatique à interpréter les données de manière similaire à la façon dont les humains utilisent leurs sens pour percevoir le monde.  Les ordinateurs récoltent des informations (numériques) et répondent à leur environnement à travers un matériel connecté.
La perception artificielle désigne la capacité de l'ordinateur à intégrer des données sensorielles en complément des méthodes conventionnelles d'acquisition de données. Cette approche vise à améliorer la précision de la collecte de données et à les présenter de manière plus compréhensible à l'utilisateur, notamment en ce qui concerne la restitution des informations par le biais des sens tels que la vision, l'ouïe ou le toucher par l'intermédiaire de l'ordinateur.

## La vision
La vision par ordinateur est un domaine qui comprend des méthodes pour l'acquisition, le traitement, l'analyse et la compréhension des images et, en général, des données de grande dimension du monde réel. Elle vise à reproduire les fonctions de la vision humaine par les ordinateurs et les machines, en leur permettant de traiter les images, les vidéos et les scènes en temps réel. Elle permet de produire de l'information numérique ou symbolique utile par exemple à la prise de décisions. La vision par ordinateur a de nombreuses applications déjà en usage aujourd'hui, comme la reconnaissance faciale, la modélisation géographique, ou même le jugement esthétique, la reconnaissance faciale, l'analyse de vidéos de sécurité, la vision industrielle, la réalité augmentée ou la conduite autonome dans l'industrie automobile. Elle est rendue possible grâce à la combinaison de techniques telles que la reconnaissance de formes, la segmentation d'images et l'apprentissage profond.

## L'ouïe
L’audition par machine, ou écoute par la machine, est la capacité d'un ordinateur ou d'une machine à percevoir des données sonores telles que de la musique ou des paroles. Ceci donne lieu à une large gamme d'applications, comprenant notamment l'enregistrement de musique, la compression, la synthèse de la parole et la reconnaissance vocale. De nombreux dispositifs couramment utilisés tels que les smartphones, les traducteurs vocaux et même certaines voitures utilisent une forme d’audition par machine.

## Le toucher
Le toucher par machine est le processus par lequel de l'information tactile est traitée par une machine ou un ordinateur. Les applications comprennent la perception tactile des propriétés de surface ou la dextérité robotique. L'information tactile peut en effet permettre des réflexes intelligents dans le cadre d'une interaction de la machine avec son environnement. Un exemple important est le cas des prothèses intelligentes.